# György Székely (Fußballspieler)
György Székely (* 2. Juni 1995 in Budapest) ist ein ehemaliger ungarischer Fußballtorwart. Er stand in Deutschland beim TSV 1860 München unter Vertrag und kam ab der U17 für weitere Nachwuchsnationalmannschaften Ungarns zum Einsatz.

## Karriere

### Verein
Székely wurde zu Beginn seiner Laufbahn bei verschiedenen ungarischen und deutschen Vereinen wie dem Paksi FC, Honvéd oder MTK Budapest ausgebildet, bevor er als B-Jugendlicher im Nachwuchsleistungszentrum des TSV 1860 München aufgenommen wurde. In der B-Junioren-Bundesliga war der Ungar Stammkeeper, spielte aber nur in sechs von 23 Partien zu Null. In der U19 hatte er zunächst das Nachsehen gegenüber Michael Netolitzky, fiel dann zwischen August und September 2013 wegen einer gebrochenen Hand aus, konnte sich aber nach seiner Rückkehr gegen seinen neuen Konkurrenten Florian Schwaiger durchsetzen. Bei einem Spiel in der Regionalliga Bayern stand Székely erstmals im Spieltagskader der zweiten Herrenmannschaft. In diese wurde er im Sommer 2014 integriert, war aber stets nur Ersatz.
Nachdem Székely München im Oktober 2014 verlassen hatte, nahm ihn im Sommer 2015 in seinem Heimatland der Erstligist Paksi FC unter Vertrag. Als Ersatz für Stammtorwart Péter Molnár stand der Ungar in den folgenden zwei Jahren in acht Ligaspielen sowie drei Partien im Pokal zwischen den Pfosten, erhielt aber im Sommer 2017 keinen neuen Vertrag mehr. Nach erneuter Vertragslosigkeit absolvierte Székely zwischen Februar und Mai 2018 drei Regionalligaspiele für den TSV Schott Mainz, mit dem er am Ende in die Oberliga absteigen musste.
Anschließend kehrte der Torhüter zu seinem Ausbildungsverein 1860 München zurück, wo er erneut im Kader der zweiten Mannschaft, die aber mittlerweile in der fünftklassigen Bayernliga antrat, stand. Nach sieben Einsätzen als Ersatz von Tom Kretzschmar zog sich Székely Ende April 2019 eine Ellbogenverletzung zu und war nach seiner Rückkehr in der Folgesaison die erste Wahl im Kasten. Während die bis zum Frühjahr 2021 verlängerte Spielzeit 2019–21 im Sommer 2020 immer noch aufgrund der COVID-19-Pandemie ruhte, trainierte der Ungar nach der Verlängerung seines auslaufenden Vertrags mit der Drittligamannschaft, in die er zur Saison 2020/21 aufrückte. Im April 2022 verletzte sich Székely schwer, eine Muskel-Sehnenverletzung die auch eine Operation an der Achillessehne notwendig macht. Der auslaufende Vertrag mit den „Löwen“ wurde nicht verlängert und Székely beendete daraufhin seine Karriere.

### Nationalmannschaft
Székely kam ab der U17 für alle Nachwuchsmannschaften des MLS bis auf die U21 zum Einsatz. Er nahm an einer Junioren-Europa- sowie an einer Weltmeisterschaft teil.

### Laufbahn als Trainer
Im Anschluss an seine Spielerlaufbahn verblieb Székely beim TSV 1860 und wurde im Nachwuchsleistungszentrum des Vereins angestellt. Ende Juli 2022 gab der Regionalligist FC Pipinsried bekannt, den Ungarn als Torwarttrainer verpflichtet zu haben. Anfang November 2022 gab Székely seine Tätigkeit beim FC Pipinsried wieder auf.